# Petite rivière à l'Ours (vattendrag i Kanada, lat 46,24, long -77,91)
Petite rivière à l'Ours är ett vattendrag i Kanada.   Det ligger i provinsen Québec, i den sydöstra delen av landet, 190 km nordväst om huvudstaden Ottawa.
I omgivningarna runt Petite rivière à l'Ours växer i huvudsak blandskog. Trakten runt Petite rivière à l'Ours är nära nog obefolkad, med mindre än två invånare per kvadratkilometer.